# Japans jordbruks-, skogs- och fiskeriminister
Japans jordbruks-, skogs- och fiskeriminister är en minister i Japans regering och den som leder Japans jordbruks-, skogs- och fiskeriministerium. Denna minister ansvarar bland annat för landets jordbruk och livsmedelsförsörjning.
Posten skapades den 5 juli 1978 och ersatte då den tidigare jordbruks- och skogsministern.
Ämbetet har varit föremål för stor rotation och det är ovanligt att en minister innehar den mer än ett-två år i taget. Många jordbruksministrar har tvingats avgå efter olika skandaler, ofta kopplat till mutor från Japans jordbrukslobby. Posten har därför fått benämningen kimon (鬼門, ungefär "demonporten" eller "farligt område").

## Jordbruks-, skogs- och fiskeriministrar
- 1. Ichiro Nakagawa, regeringen Takeo Fukuda (ombildad), LDP, 5 juli 1978–7 december 1978
- 2. Michio Watanabe, regeringen Ōhira I, LDP, 7 december 1978–9 november 1979
- 3. Kabun Mutō, regeringen Ōhira II, LDP, 9 november 1979–17 juli 1980
- 4. Takao Kameoka, regeringen Suzuki, LDP, 17 juli 1980–30 november 1981
- 5. Kichirō Tazawa, regeringen Suzuki (ombildad), LDP, 30 november 1981–27 november 1982
- 6. Iwazō Kaneko, regeringen Nakasone I, LDP, 27 november 1982–27 december 1983
- 7. Shinjirō Yamamura, regeringen Nakasone II, LDP, 27 december 1983–1 november 1984
- 8. Moriyoshi Satō, regeringen Nakasone II (första ombildningen), LDP, 1 november 1984–28 december 1985
- 9. Tsutomu Hata, regeringen Nakasone II (andra ombildningen), LDP, 28 december 1985–22 juli 1986
- 10. Mutsuki Katō, regeringen Nakasone III, LDP, 22 juli 1986–6 november 1987
- 11. Takashi Satō, regeringen Takeshita, LDP, 6 november 1987–27 december 1988
- 12. Tsutomu Hata, regeringen Takeshita (ombildad), LDP, 27 december 1988–6 juni 1989
- 13. Hisao Horinouchi, regeringen Uno, LDP, 6 juni 1989–10 augusti 1989
- 14. Michihiko Kano, regeringen Kaifu I, LDP, 10 augusti 1989–28 februari 1990
- 15. Tomio Yamamoto, regeringen Kaifu II, LDP, 28 februari 1990–29 december 1990
- 16. Motoji Kondō, regeringen Kaifu II (ombildad), LDP, 29 december 1990–5 november 1991
- 17. Masami Tanabu, regeringen Miyazawa och regeringen Miyazawa (ombildad), LDP, 5 november 1991–4 augusti 1993
- 18. Kiichi Miyazawa, regeringen Miyazawa (ombildad), LDP, 4 augusti 1993–9 augusti 1993
- 19. Eijirō Hata, regeringen Hosokawa, Shinseitō, 9 augusti 1993–28 april 1994
- 20. Mutsuki Katō, regeringen Hata, Shinseitō, 28 april 1994–30 juni 1994
- 21. Taichirō Ōgawara, regeringen Murayama, LDP, 30 juni 1994–8 augusti 1995
- 22. Hosei Norota, regeringen Murayama (ombildad), LDP, 8 augusti 1995–11 januari 1996
- 23. Ichizō Ōhara, regeringen Hashimoto I, LDP, 11 januari 1996–7 november 1996
- 24. Takao Fujimoto, regeringen Hashimoto II, LDP, 7 november 1996–11 september 1997
- 25. Ihei Ochi, regeringen Hashimoto II (ombildad), LDP, 11 september 1997–26 september 1997
- 26. Yoshinobu Shimamura, regeringen Hashimoto II (ombildad), LDP, 26 september 1997–30 juli 1998
- 27. Shōichi Nakagawa, regeringen Obuchi och regeringen Obuchi (första ombildningen), LDP, 30 juli 1998–5 oktober 1999
- 28 och 29. Tokuichiro Tamazawa, regeringen Obuchi (andra ombildningen) och regeringen Mori I, LDP, 5 oktober 1999–4 juli 2000
- 30. Yōichi Tani, regeringen Mori II, LDP, 4 juli 2000–5 december 2000
- 31. Yoshio Yatsu, regeringen Mori II (första ombildningen) och regeringen Mori II (andra ombildningen), LDP, 5 december 2000–26 april 2001
- 32. Tsutomu Takebe, regeringen Koizumi I, LDP, 26 april 2001–30 september 2002
- 33. Tadamori Ōshima, regeringen Koizumi I (första ombildningen), LDP, 30 september 2002–1 april 2003
- 34 och 35. Yoshiyuki Kamei, regeringen Koizumi I (första ombildningen), regeringen Koizumi I (andra ombildningen) och regeringen Koizumi II, LDP, 1 april 2003–27 september 2004
- 36. Yoshinobu Shimamura, regeringen Koizumi II (ombildad), LDP, 27 september 2004–8 augusti 2005
- 37. Junichiro Koizumi, regeringen Koizumi II (ombildad), LDP, 8 augusti 2005–11 augusti 2005
- 38 och 39. Mineichi Iwanaga, regeringen Koizumi II (ombildad) och regeringen Koizumi III, LDP, 11 augusti 2005–31 oktober 2005
- 40. Shōichi Nakagawa, regeringen Koizumi III (ombildad), LDP, 31 oktober 2005–26 september 2006
- 41. Toshikatsu Matsuoka, regeringen Shinzō Abe I, LDP, 26 september 2006–28 maj 2007
- Masatoshi Wakabayashi, regeringen Shinzō Abe I, LDP, 28 maj 2007–1 juni 2007
- 42. Norihiko Akagi, regeringen Shinzō Abe I, LDP, 1 juni 2007–1 augusti 2007
- 43. Masatoshi Wakabayashi, regeringen Shinzō Abe I, LDP, 1 augusti 2007–27 augusti 2007
- 44. Takehiko Endo, regeringen Shinzō Abe I (ombildad), LDP, 27 augusti 2007–3 september 2007
- Akira Amari, regeringen Shinzō Abe I (ombildad), LDP, 3 september 2007–4 september 2007
- 45 och 46. Masatoshi Wakabayashi, regeringen Shinzō Abe I (ombildad) och regeringen Yasuo Fukuda, LDP, 4 september 2007–2 augusti 2008
- 47. Seiichi Ōta, regeringen Yasuo Fukuda (ombildad), LDP, 2 augusti 2008–19 september 2008
- Nobutaka Machimura, regeringen Yasuo Fukuda (ombildad), LDP, 19 september 2008–24 september 2008
- 48. Shigeru Ishiba, regeringen Asō, LDP, 24 september 2008–16 september 2009
- 49. Hirotaka Akamatsu, regeringen Yukio Hatoyama, DPJ, 16 september 2009–8 juni 2010
- 50. Masahiko Yamada, regeringen Kan, DPJ, 8 juni 2010–17 september 2010
- 51 och 52. Michihiko Kano, regeringen Kan (första ombildningen), regeringen Kan (andra ombildningen), regeringen Noda och regeringen Noda (första ombildningen), DPJ, 17 september 2010–4 juni 2012
- 53. Akira Gunji, regeringen Noda (andra ombildningen) och regeringen Noda (tredje ombildningen), DPJ, 4 juni 2012–26 december 2012
- 54. Yoshimasa Hayashi, regeringen Shinzō Abe II, LDP, 26 december 2012–3 september 2014
- 55 och 56. Kōya Nishikawa, regeringen Shinzō Abe II (ombildad) och regeringen Shinzō Abe III, LDP, 3 september 2014–23 februari 2015
- 57. Yoshimasa Hayashi, regeringen Shinzō Abe III, LDP, 23 februari 2015–7 oktober 2015
- 58. Hiroshi Moriyama, regeringen Shinzō Abe III (första ombildningen), LDP, 7 oktober 2015–3 augusti 2016
- 59. Yūji Yamamoto, regeringen Shinzō Abe III (andra ombildningen), 3 augusti 2016–3 augusti 2017
- 60 och 61. Ken Saitō, regeringen Shinzō Abe III (tredje ombildningen) och regeringen Abe IV, LDP, 3 augusti 2017–2 oktober 2018
- 62. Takamori Yoshikawa, regeringen Shinzō Abe IV (första ombildningen), LDP, 2 oktober 2018–11 september 2019
- 63. Taku Etō, regeringen Shinzō Abe IV (andra ombildningen), LDP, 11 september 2019–16 september 2020
- 64. Kōtarō Nogami, regeringen Suga, LDP, 16 september 2020–4 oktober 2021
- 65 och 66. Genjirō Kaneko, regeringen Kishida I och regeringen Kishida II, LDP, 4 oktober 2021–10 augusti 2022
- 67. Tetsuro Nomura, Regeringen Kishida II (första ombildningen), LDP, 10 augusti 2022–13 september 2023
- 68. Ichiro Miyashita, Regeringen Kishida II (andra ombildningen), LDP, 13 september 2023–14 december 2023
- 69. Tetsushi Sakamoto, Regeringen Kishida II (andra ombildningen), LDP, 14 december 2023–1 oktober 2024
- 70. Yasuhiro Ozato, regeringen Ishiba I, LDP, 1 oktober 2024–11 november 2024
- 71. Taku Etō, regeringen Ishiba II, LDP, 11 november 2024–21 maj 2025
- 72. Shinjirō Koizumi, regeringen Ishiba II, LDP, 21 maj 2025–

Denna lista hämtas från Wikidata. Informationen kan ändras där.